# ستون پیروزی جنگ استقلال
ستون پیروزی جنگ استقلال (استونیایی: Vabadussõja võidusammas) شامل صلیب آزادی و بنای یادبود جنگ استقلال استونی در میدان آزادی، تالین است. این یادمان با ارتفاع ۲۳٬۵ متر در ۲۳ ژوئن ۲۰۰۹ افتتاح شده شده‌است.

## نگارخانه

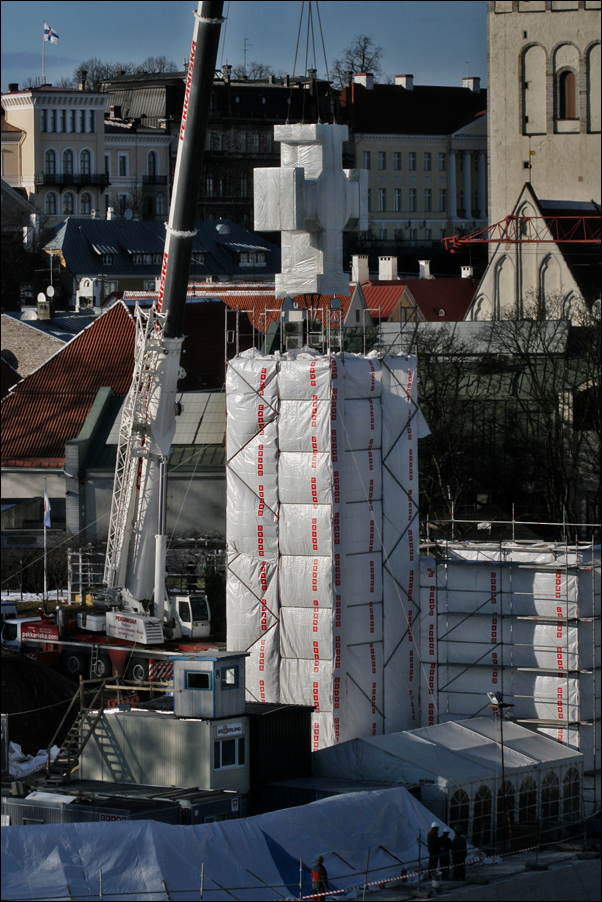
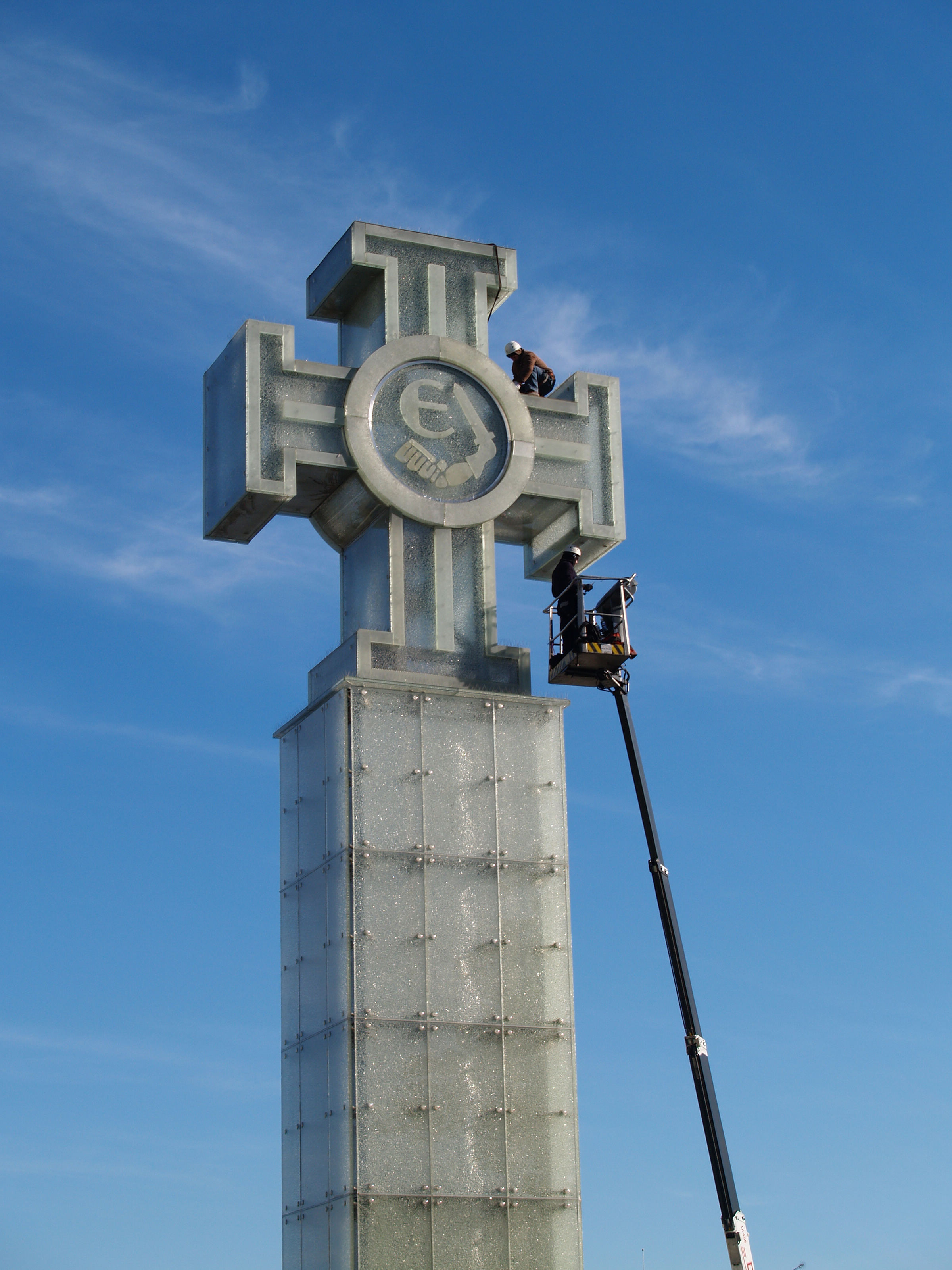
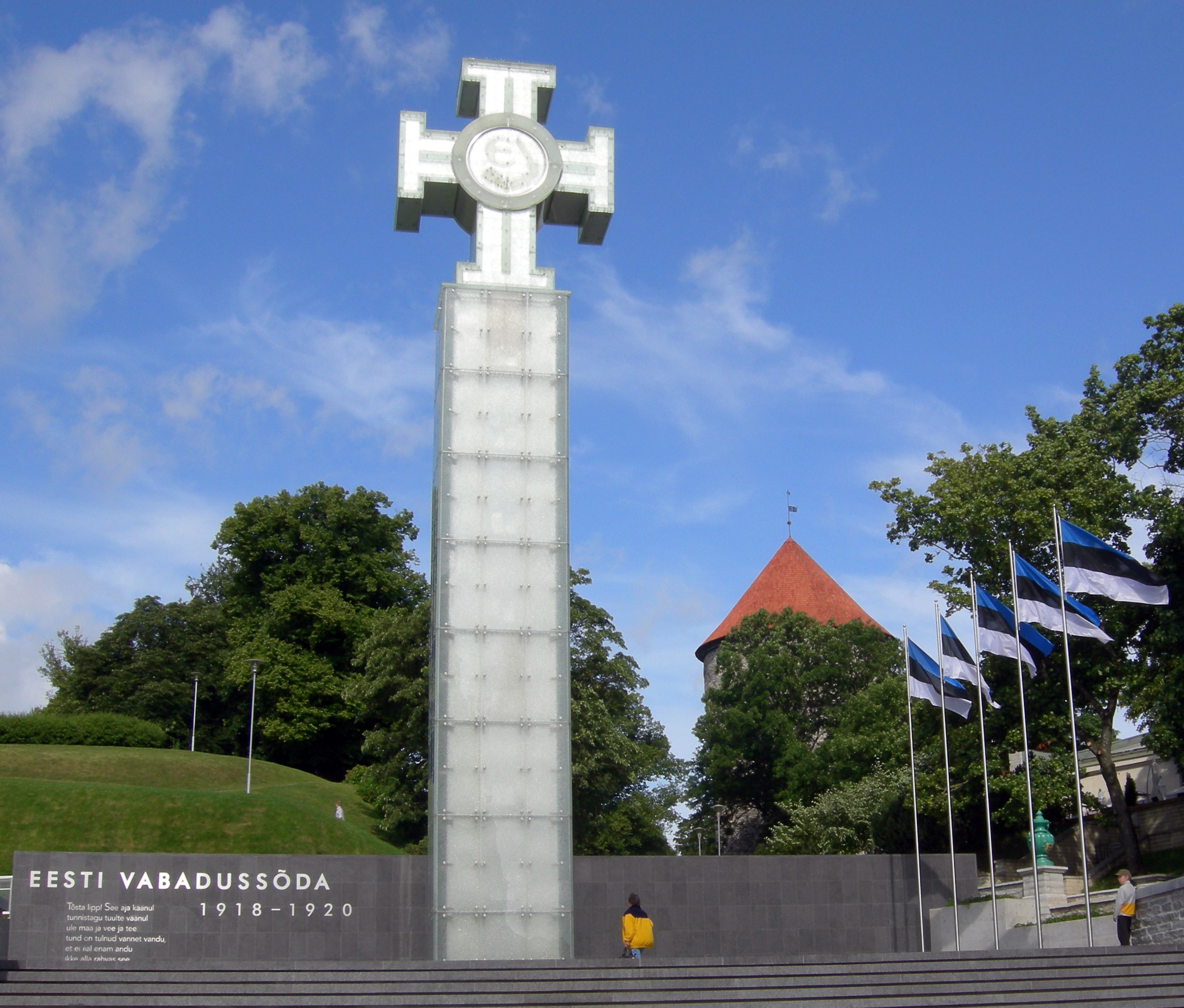
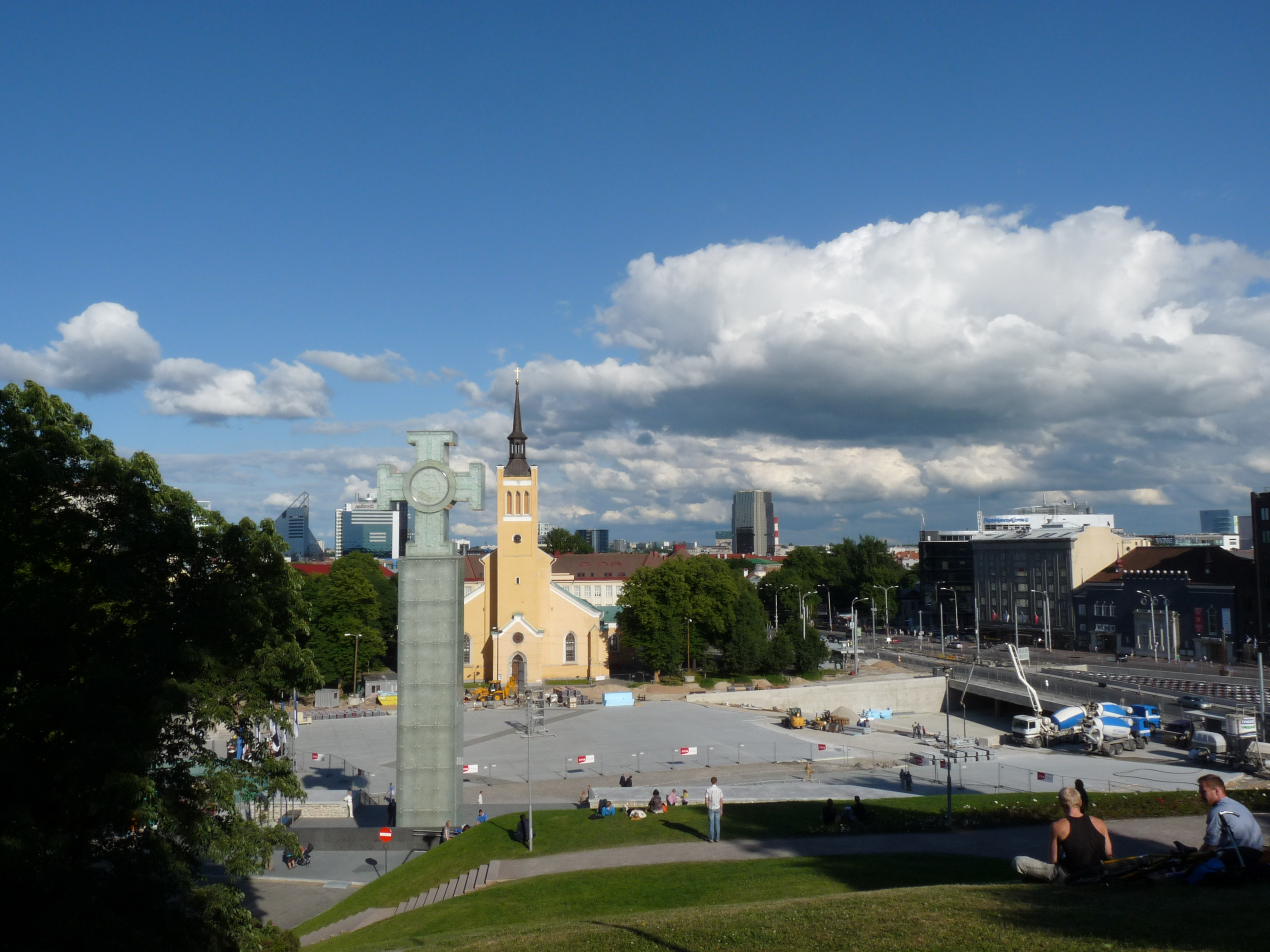
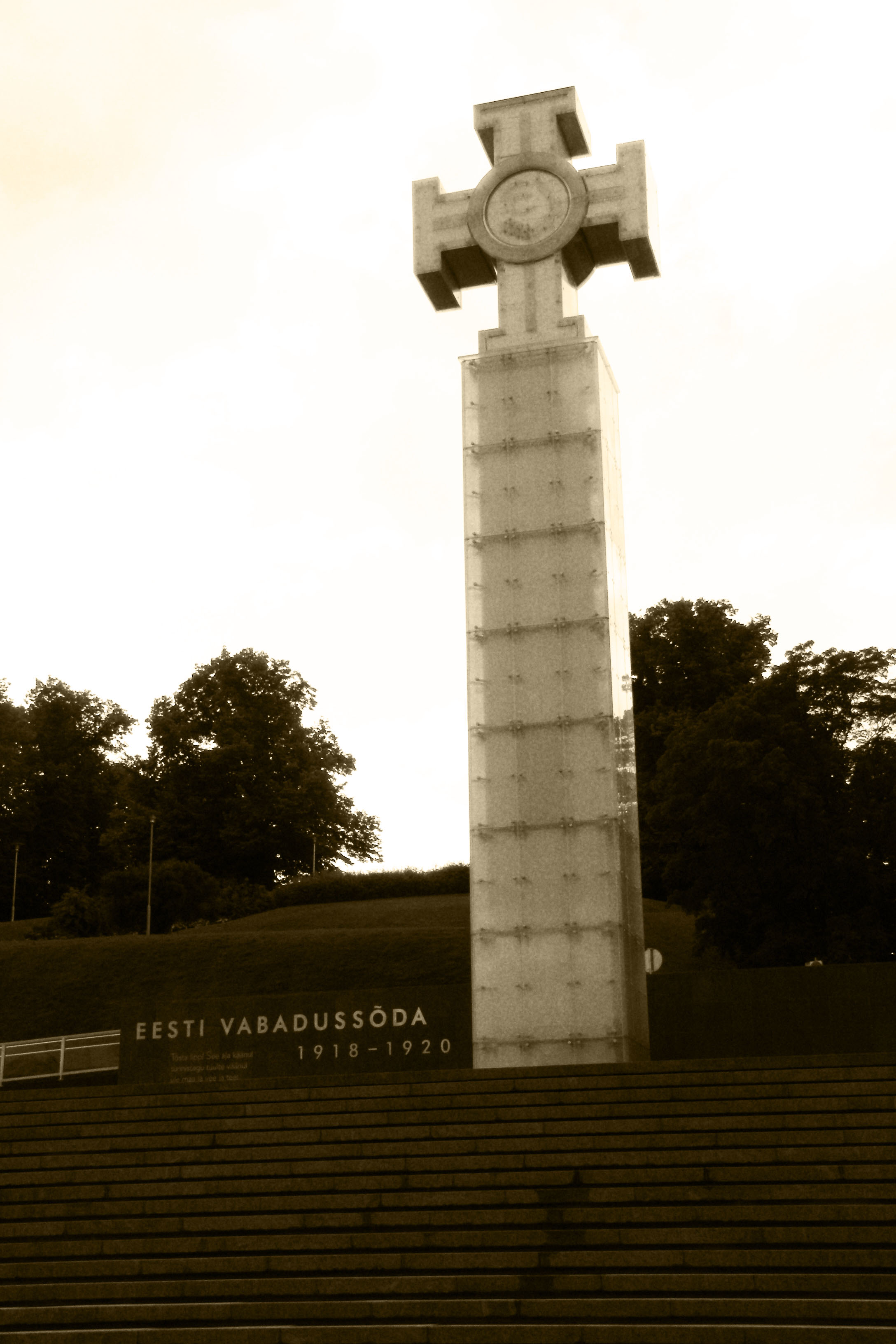
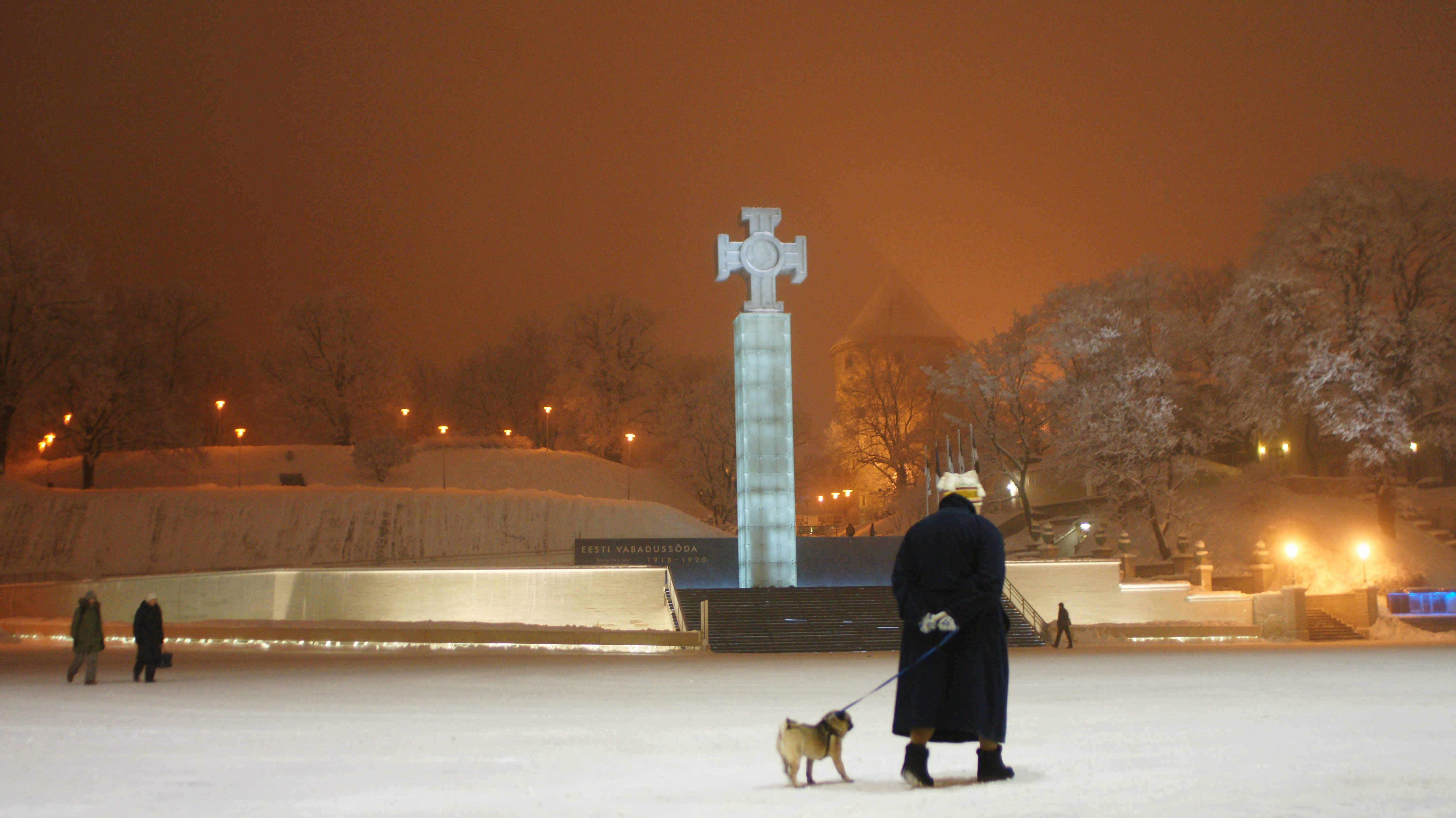